# Inside
Inside je logická plošinovka z roku 2016, kterou vyvinula a vydala společnost Playdead. Hra vyšla v roce 2016 pro Xbox One, Windows a PlayStation 4. Později následovalo vydání pro iOS, Nintendo Switch a macOS. Hra má podobné mechaniky jako videohra Limbo z roku 2010, kterou vydala stejná společnost.

## Synopse
Hráč ovládá chlapce v antiutopickém světě, řeší hádanky a vyhýbá se smrti.

## Vývoj
Společnost Playdead začala na hře pracovat krátce po vydání hry Limbo, přičemž použila vlastní herní engine. Tým později přešel na Unity, aby zjednodušil vývoj a renderování. Hra byla částečně financována z grantu Dánského filmového institutu.

## Vydání
Videohra měla premiéru na konferenci Microsoftu E3 (2014). Její vydání bylo plánováno na rok 2015, ale bylo odloženo na rok 2016. Hra vyšla v roce 2016 pro Xbox One, Windows a PlayStation 4.

## Ohlasy
Hra po vydání získala velký ohlas. Kritici ji označili za lepší než Limbo a chválili její výtvarné zpracování, atmosféru a hratelnost. Hra byla nominována na řadu ocenění, včetně Hry roku, a získala několik nezávislých cen za technické úspěchy. Limbo i Inside byly zařazeny na několik seznamů nejlepších videoher všech dob, které sestavují herní novináři.